# Aussi lourd que le vent…
Aussi lourd que le vent… est une nouvelle de science-fiction de Serge Brussolo, publiée en 1981.

## Publications
La nouvelle a été publiée dans :
- Aussi lourd que le vent, éd. Denoël, coll. Présence du futur n°315, février 1981 (réédition en 1999).
- La Frontière éclatée, anthologie, éd. Le Livre de poche n°7113, 1989.
- Cauchemars parallèles, éd. Omnibus, mars 2006.
- Trajets et itinéraires de la mémoire, Folio SF n°465, octobre 2013.

## Résumé
Aux États-Unis, dans une époque indéterminée dans le futur, Elsy Willoc est chargée par son patron, M. MacFloyd, d'assister Nellie Armstrong, une créatrice de génie qu'il subventionne depuis dix ans. Il est persuadé que Nellie (« Nell ») va prochainement aboutir dans ses recherches et que celles-ci vont révolutionner la planète. Étonnée de cette mission, Elsy accepte de la mener à bien.
Elle rencontre donc Nellie qui est en train de changer de lieu de résidence. Elle demande à Elsy de lui trouver un lieu de travail vaste et au calme, éloigné de toute maison d'habitation. Elsy finit par découvrir le thème des recherches de Nellie. Celle-ci procède à la « sculpture vocale » : par la seule puissance de sa voix et de ses cris, elle peut créer des objets, soit petits, soit grands. Elle est en train de perfectionner le système de chant et de création artistique qui va révolutionner la planète. Mais c'est sans compter la stupidité des gens du coin, qui attaquent Nellie et la laissent pour morte. Elsy a eu le temps de copier les secrets de Nellie ; elle les rapporte à M. MacFloyd. Celui-ci la remercie, lui offre une grosse prime et la promeut chef des agences en Europe.
Quelque temps après, Elsy découvre que M. MacFloyd n'a pas révélé les découvertes de Nellie en ce qui concerne la création artistique, mais a vendu l’invention aux grandes entreprises du bâtiment. Celles-ci se mettent à construire de hauts immeubles sur cette nouvelle technologie fondée sur la voix et le cri. Maintenant, il ne faut pas être étonné si certains de ces bâtiments s'écroulent sans raison apparente ; très peu de gens savent qu'ils sont « aussi lourd que le vent » (cf. titre de la nouvelle) de la voix humaine.